# Euhesma tuberculata
Euhesma tuberculata är en biart som först beskrevs av Rayment 1939.  Euhesma tuberculata ingår i släktet Euhesma och familjen korttungebin. Inga underarter finns listade i Catalogue of Life.